# Đuro Živković
Đuro Živković (également Djuro Zivkovic (en cyrillique serbe Ђуро Живковић ; né en 1975 à Belgrade) est un compositeur et violoniste serbo-suédois. Depuis 2000, il vit à Stockholm, Suède.

## Biographie
Živković a étudié le violon à l'Académie de Musique de Belgrade, puis la composition dans cette même école avec Vlastimir Trajković (en) et plus tard à l'École royale supérieure de musique de Stockholm, avec Pär Lindgren, tout en prenant des cours avec Bent Sørensen, Magnus Lindberg et également avec Esa-Pekka Salonen, James Dillon, Mario Davidovsky et Michael Obst (en).
Son style musical est caractérisé par le récit fantastique, une instrumentation virtuose et son style de son très travaillé. Dans sa musique, il a développé une grande variété de techniques de composition telles que la polyrythmie, l'improvisation, une harmonie spéciale basée sur des gammes avec des micro-tons, une polyphonie et une hétérophonie. Sa technique de « champ harmonique » est maintenant un sujet d'une recherche universitaire à l'Université de Musique et des Arts de Graz en Autriche et peut être trouvé dans plusieurs de ses œuvres, y compris « Le Cimetière Marin » et « L'Ange Blanc ». Il a composé un large éventail d'œuvres, y compris de musique de chambre, de musique orchestrale et vocale, de musique pour instruments solistes, pour chœur, et juste une courte pièce électro-acoustique.
Živković est aussi un violoniste professionnel et un altiste, jouant la nouvelle musique, ainsi qu'improvisant au violon et au piano. Il a reçu de nombreuses bourses et prix internationaux pour son travail. Il travaille également comme professeur de composition, de théorie de la musique. Il enseigne le violon et la musique de chambre. Bien que Zivkovic se considère entièrement comme un compositeur, la plupart de ses œuvres ont été composées pendant les vacances d'été et d'hiver quand il ne se consacre pas à l'enseignement. Certaines de ses œuvres-clés ont été composées à la campagne dans le centre de la Suède, à Gagnef.

## Œuvres
- Metaphysical Poem (1997–1998) Sonate pour violon et piano (37 minutes)
- The White Angel (2006)
- Le Cimetière Marin (2008), inspiré par le poème de Paul Valéry et créé par la mezzosoprano Anna Larsson et l'ensemble de chambre Sonanza
- On the Guarding of the Heart (2011) qui a reçu le Grawemeyer Award en 2014.
- Ascetic Discourse (2012)
- Unceasing Prayers (2013)

## Source de la traduction
- (en) Cet article est partiellement ou en totalité issu de l’article de Wikipédia en anglais intitulé « Đuro Živković » (voir la liste des auteurs).